# Scared Stiff (film din 1953)
Scared Stiff este un film de comedie american din 1953 regizat de George Marshall. În rolurile principale au interpretat actorii Dean Martin și Jerry Lewis.

## Distribuție
- Dean Martin ca Larry Todd
- Jerry Lewis ca Myron Mertz
- Lizabeth Scott ca Mary Caroll
- Carmen Miranda ca Carmelita Castinha
- George Dolenz ca Mr. Cortega
- Dorothy Malone ca Rosie
- William Ching ca Tony Warren
- Paul Marion ca Ramon Cariso / Francisco Cariso
- Jack Lambert ca Zombie
- Tony Barr ca Trigger
- Leonard Strong ca Shorty
- Henry Brandon ca Pierre